# Wydajność przepływu
Wydajność – inaczej objętościowy współczynnik przepływu, to jeden z podstawowych parametrów pracy pomp i sprężarek określających natężenie przepływu medium (ciecz, gaz) przez nie wytwarzane.

## Objętościowy współczynnik przepływu
Objętościowy współczynnik przepływu w systemie mierzony jest jako objętość cieczy przepływająca w jednostce czasu. Może być liczony jako wynik mnożenia powierzchni przekroju poprzecznego rury i średniej prędkości przepływu. Jednostką w układzie SI określającą objętościowy współczynnik przepływu jest m3/s. Jednakże często stosowaną jednostką jest też litr na sekundę (l/s) jeżeli mówimy o objętościowym współczynniku przepływu dla sprężarki. Ten objętościowy współczynnik przepływu nazywany jest wydajnością sprężarki i jest wyrażany w litrach normalnych na sekundę (Nl/s) lub określany jako swobodny wydatek powietrza (l/s).
Przy przepływie powietrza wyrażonym w litrach normalnych na sekundę (Nl/s) wydatek powietrza przeliczany jest do „normalnego stanu” tzn. ciśnienia 1,013 bar i temperatury 0 °C. Ta jednostka używana jest głównie wtedy, gdy chcemy określić masowe natężenie przepływu.
Przy pomocy swobodnego wydatku powietrza (FAD – ang. Free Air Delivery)) wydajność sprężarki przeliczana jest do standardowych warunków panujących przy wlocie powietrza (ciśnienie wlotowe 1 bar(a) i temperatura wlotowa 20 °C). Relacja między dwoma objętościowymi współczynnikami przepływu jest następująca (należy zwrócić uwagę, że poniższy wzór nie uwzględnia wilgotności powietrza):
qFAD = qN x TFAD / TN x PN / PFAD
qFAD = qN x (273+20) / 273 x 1,013 / 1
gdzie:
- qFAD = objętościowy współczynnik przepływu jako swobodny wydatek powietrza (l/s)
- qN = objętościowy współczynnik przepływu jako iloraz: Normalne litry/sekundę (Nl/s)
- TFAD = standardowa temperatura wlotowa (20 °C)
- TN = normalna temperatura odniesienia (0 °C)
- PFAD = standardowe ciśnienie wlotowe (1,00 bar(a))
- PN = Normalne ciśnienie odniesienia (1,013 bar(a))